# 了巷説百物語
『了巷説百物語』（おわりのこうせつひゃくものがたり）は、角川書店から刊行されている京極夏彦の妖怪時代小説。「巷説百物語シリーズ」の第7作目にして完結巻。これまで書かれてきた様々な「巷説」が振り返られると共に、これまで断片的にしか語られることのなかった「化け物遣い」一味の過去最大の大仕掛けの結末が語られる。江戸怪談シリーズの角川書店が発行する妖怪マガジン『怪と幽』2021年4月のvol.007より2023年12月のvol.0015まで連載されたものと書き下ろし2作を収録している。

## 物語
天保11年。洞観屋の藤兵衛は、佐倉藩郡奉行手代からの依頼で各地から伝え聞く巷説の裏にはなにか仕掛けがあるのではないかと調べていた。老中首座である水野越前守忠邦による大改革を妨害している者どもについて、佐倉藩主であり幕閣の中枢にもいる堀田備中守正睦が憂慮しているというのだ。そして江戸に出た藤兵衛は、ついにその化け物遣いの一味と遭遇する。

## 主な登場人物
主要登場人物は巷説百物語シリーズを参照。
稲荷 藤兵衛（とうか とうべえ）
下総国酒々井宿の狐釣り大名人。あまりに狐を誘導して打締め（ぶっちめ）という罠で必ず獲るため狐を化かしていると噂されている。腕の良い猟師である一方、洞観屋（どうかんや）と呼ばれる裏の渡世を持つ。洞観とは正体を見透かしたり本質を見定めるという意味であり、嘘やまやかしごとを見破ることに長けた男である。貧しい小作の四男であり、幼いころから目端が利く小賢しい小僧だった。なので彼の洞観は神通力のようなものではなく、観て、聴いて、嗅いで、調べて考えて嘘を見破る。
お玉
猫の絵を描いて売る渡世をしている藤兵衛の助っ人。江戸の墨引きの内なら大路小路から抜け道猫道まで、知らぬ経路はないという女。通称「猫絵のお玉」。
源助
越中黒部の樵で熊でも狼でも素手で殴り倒していたという藤兵衛の助っ人。小間物を茣蓙の上に並べ、押し並べて三十八文で売る十九文見世という渡世を持つ。通称猿猴（ましら）の源助。

## 戌亥乃章 於菊蟲
天保11年の1月。藤兵衛は本所今川町でお玉、源助とともに山岡百介なる人物を探していた。（『怪と幽』vol.007・vol.008 掲載）

### 戌亥乃章の登場人物
山崎 由良治（やまざき ゆらじ）

## 申酉乃章 柳婆
天保11年皐月。（『怪と幽』vol.009・vol.010 掲載）

### 申酉乃章の登場人物
三五郎

## 午未乃章 累
（『怪と幽』vol.011・vol.012 掲載）

## 辰巳乃章 葛乃葉 或は福神ながし
（『怪と幽』vol.013 掲載）

### 辰巳乃章の登場人物
芝右衛門（しばえもん）

## 寅卯乃章 手洗鬼
（『怪と幽』vol.014・vol.015 掲載）

## 子丑乃章 野宿火
（書き下ろし）

## 空亡乃章 百物語
（書き下ろし）

## 用語
柳屋（やなぎや）
北品川宿の入り口にある旅籠。宿場中でも指折り古い、10代続く老舗であり、大きく立派な旅籠で、場所柄も客筋も良く、大層繁盛している。忌まわしい伝説のある禁忌の土地であったが、宿場の発展を見越した宗右衛門が創業し、老舗旅籠として盤石の地位を得たに留まらず、質屋、小間物屋、鮨渡世と次々手広く商売を始め、いずれも繁盛した。

## 書誌情報
- 四六判：角川書店、2024年6月19日、ISBN 978-4-04-111720-0